# Andrijiwka (Krywyj Rih, Karpiwka)
Andrijiwka (ukrainisch Андріївка; russisch Андреевка Andrejewka) ist ein Dorf im Südwesten der ukrainischen Oblast Dnipropetrowsk mit etwa 940 Einwohnern (2012).

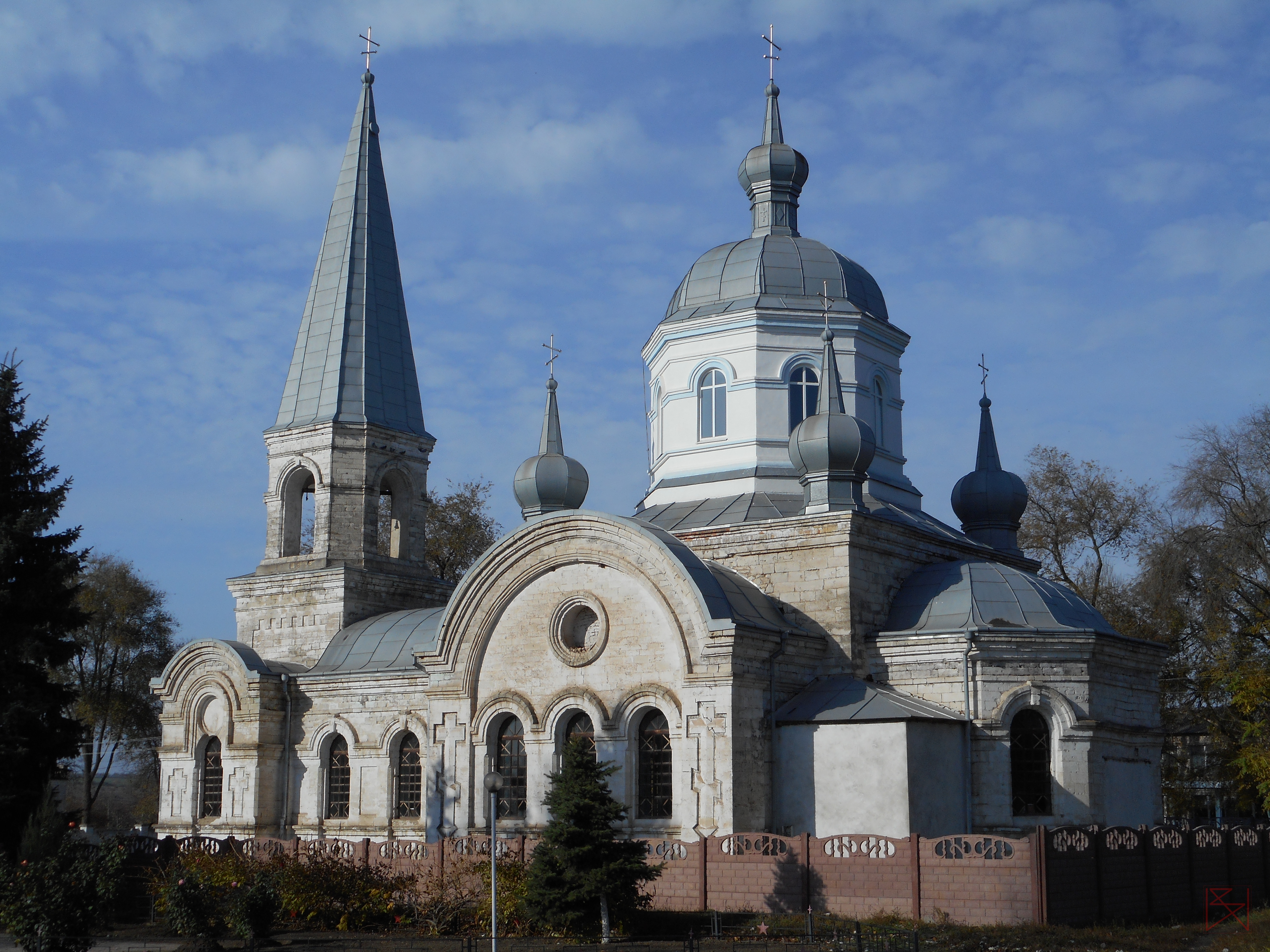
Kirche im Ort

Das im späten 18. Jahrhundert gegründete Dorf liegt am Ufer des Inhulez nahe der Grenze zur Oblast Cherson 43 km südlich vom Stadtzentrum der Stadt Krywyj Rih und 14 km südlich vom ehemaligen Rajonzentrum Schyroke.
Am 27. April 2017 wurde da Dorf ein Teil der neugegründeten Landgemeinde Karpiwka (Карпівська сільська громада/Karpiwska silska hromada), bis dahin bildete es zusammen mit den Dörfern Horoduwatka (Городуватка), Mohyliwka (Могилівка), Radewytschewe (Радевичеве) und Wesselyj Staw (Веселий Став) die gleichnamige Landratsgemeinde Andrijiwka (Андріївська сільська рада/Andrijiwska silska rada) im Südosten des Rajons Schyroke.
Am 17. Juli 2020 kam es im Zuge einer großen Rajonsreform zum Anschluss des Rajonsgebietes an den Rajon Krywyj Rih.